# Charles Benvignat
Charles-César Benvignat, né à Boulogne-sur-Mer dans le Pas-de-Calais, le 24 décembre 1805 et mort à Lille en juillet 1877, est un architecte français.

## Biographie
Professeur d'architecture aux écoles académiques, rue des Arts, il devient à partir de 1833 l'architecte de la ville de Lille.
Il fut aussi conservateur (« particulièrement épris de l'antiquité et de la Renaissance », selon l'historien d'art Louis Gonse) et président de la commission administrative du musée Wicar où il a fait présenter la collection de dessin du musée sur des pupitres et châssis mobiles (dont 20 sur les 30 dessins de Raphaël inventoriés et « reconnus authentiques » par le musée) ce qui permettait sur un même espace de consulter un nombre de dessins bien plus grand qu'au Musée du Louvre, selon L. Gonse. Et si à l'époque au Louvre, « les dessins à l'encre ou lavés de sépia et d'aquarelle sont en outre exposés d'une façon permanente à l'action destructive de la lumière, notamment ceux de Claude[Qui ?] et de Poussin qui sont voués à une mort prochaine ; à Lille, ils ne sont découverts que huit heures au plus par semaine, ce qui suffit amplement aux promeneurs ordinaires, la porte n'étant jamais fermée aux travailleurs. Enfin il faut ajouter que la plupart des dessins anciens, surtout ceux du XVe siècle sur papier préparé, papier alors fort coûteux, ont un verso chargé de croquis et qui n'offre pas moins d'intérêt que le recto. Il y a donc toute une richesse enfouie dans les passe-partout du Louvre, puisque les dessins, sauf quelques grandes feuilles d'ornement et d'architecture, depuis peu placées clans des cadres pivotants, ne présentent jamais qu'une de leurs faces. » Il est l'auteur d'un catalogue provisoire du musée Wicar (« à peu de chose près l'inventaire tel que dressé en 1835 qui répète, dans la plupart des cas, les attributions souvent incertaines de Wicar » selon L. Gonse).
Ses élèves Pierre Caloine, Henri Contamine, Louis Gilquin et Auguste Mourcou ont fait une carrière belle d’architecte à Lille.
Il a également été membre fondateur de la Commission historique du Nord, président de la société des sciences, de l'agriculture et des arts de Lille et conservateur du musée des dessins Wicar, aujourd'hui intégré aux collections du palais des beaux-arts de Lille.

## Réalisations
Elles comprennent notamment les églises de Moulins et d'Esquermes (avec Auguste Mourcou), la restauration de la Vieille Bourse, le monument commémoratif du siège de 1792 (colonne de la Déesse), la halle aux sucres et au blé, la reconstruction du palais Rihour où sont alors installés la mairie et les musées, l’école de médecine et la faculté des sciences, la maison Méert.
Entre 1833 et 1877, au titre de sa qualité d'architecte de la ville de Lille, on lui doit :
- Moulins-Lille, église Saint-Vincent-de-Paul (1838-1841)  Détruite
- Lille, maison Méert (1839)[2]
- Lille, agrandissement de l'ancien théâtre Lequeux (1842), détruit par incendie dans la nuit du 5 au 6 avril 1903
- Lille, restauration de la Vieille Bourse (1843)
- Lille, Grand'Place - colonne de la Déesse (1845)
- Lille, avenue du Peuple Belge - La halle aux sucres (1838-1848)[3]
- Lille, église Saint-Martin d'Esquermes (1847-1851)
- Lille, Rihour -  Hôtel de Ville (1847-1859) Détruit par un incendie accidentel en 1916
- Lille, rue des Fleurs - Lycée Impérial (1852) dont école de médecine et la faculté des sciences) - Destruction vers 1952

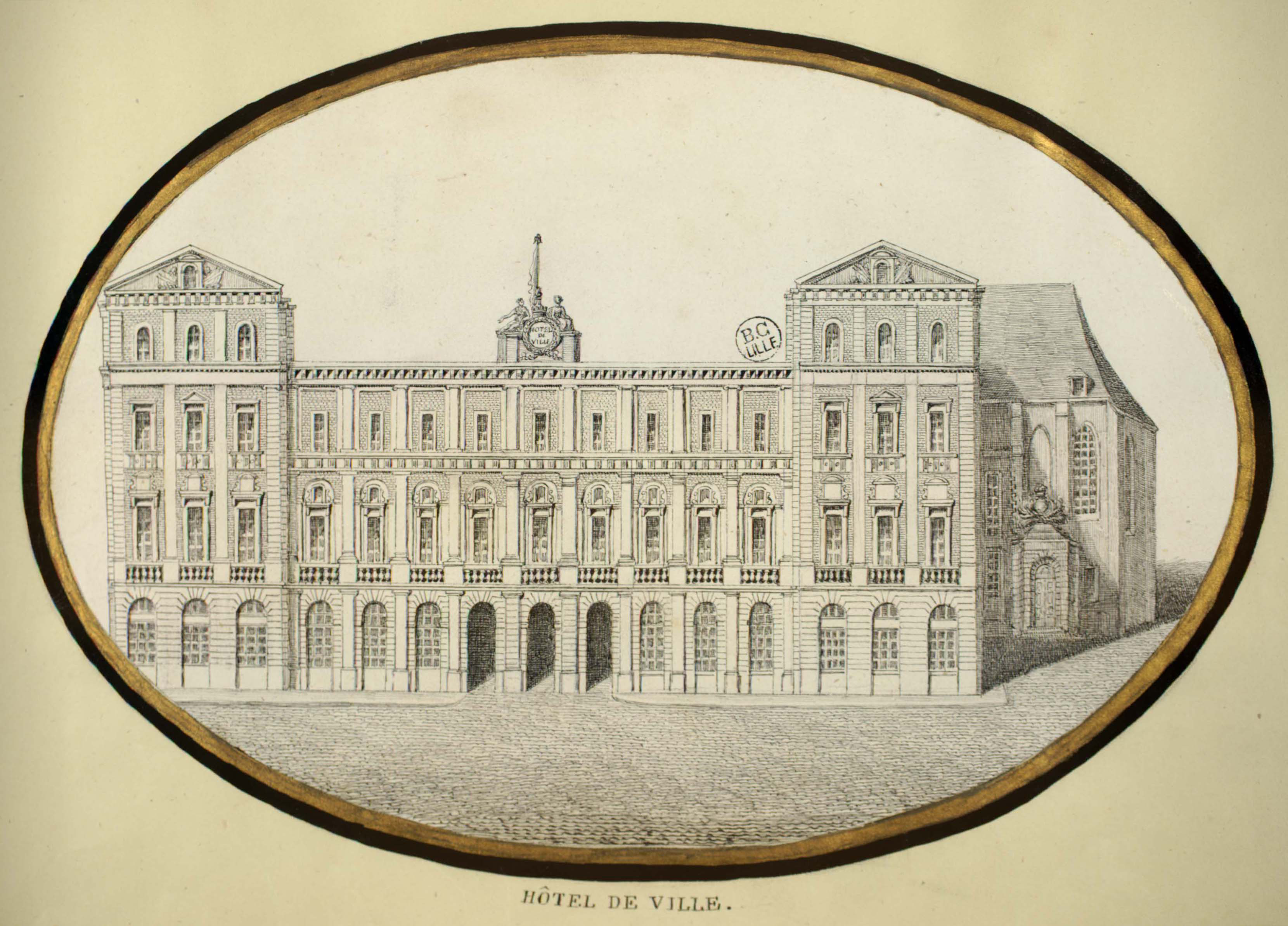
Gravure de l'hôtel de Ville
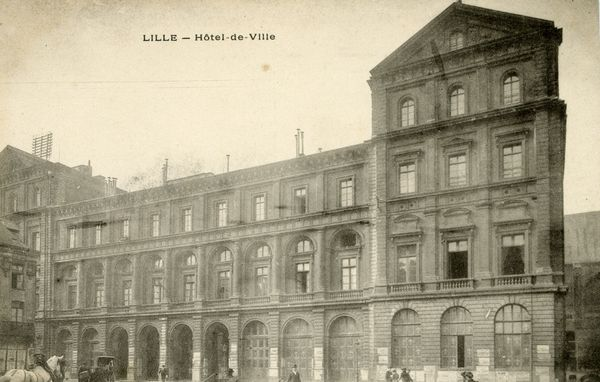
Hôtel de ville, photographie
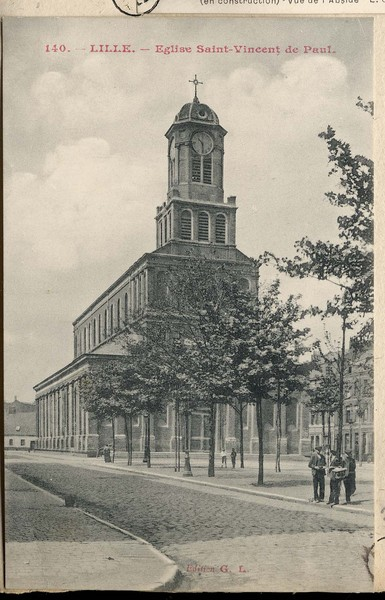
Église Saint-Vincent-de-Paul à Moulins-Lille
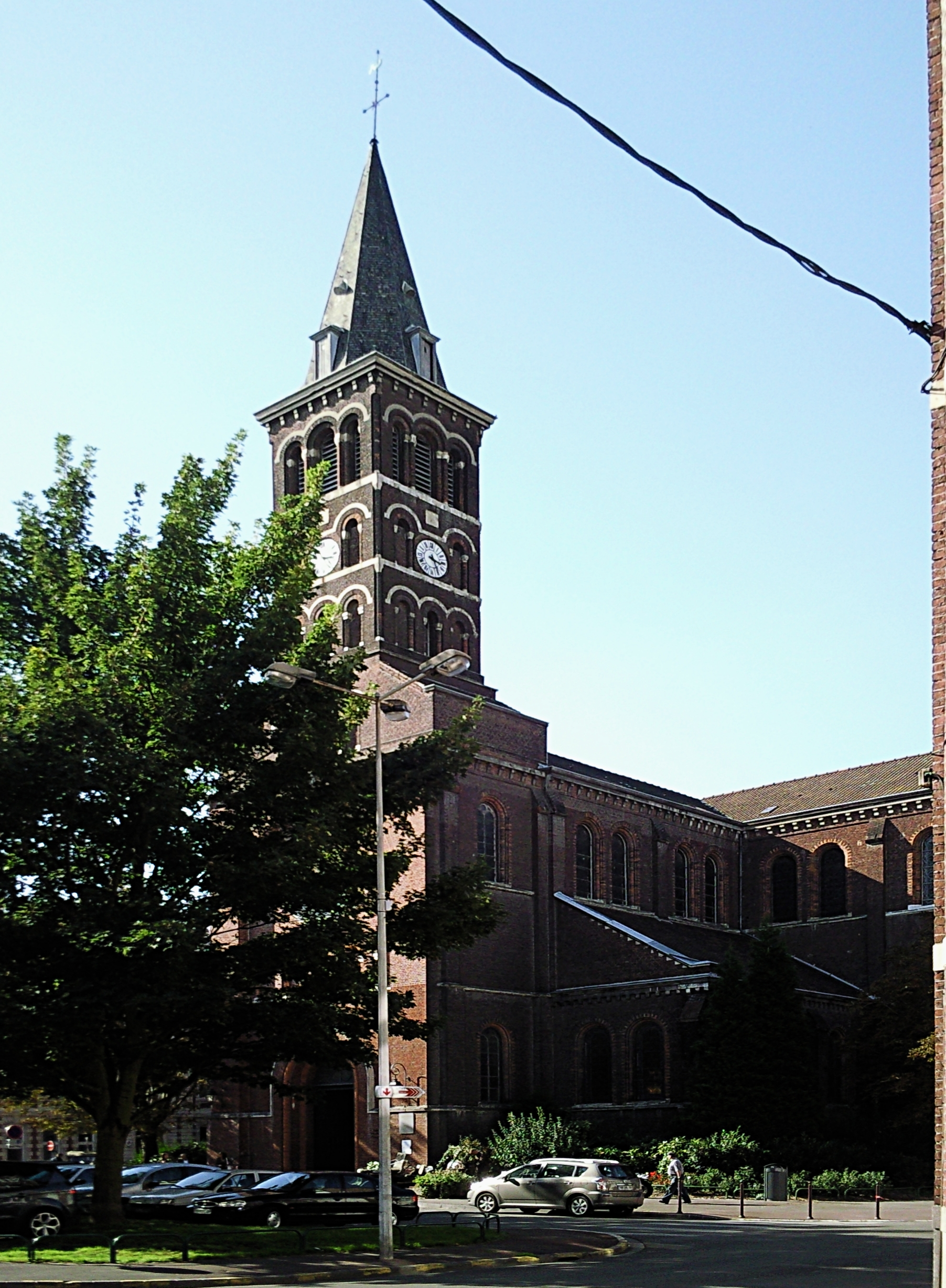
Église Saint-Martin d'Esquermes
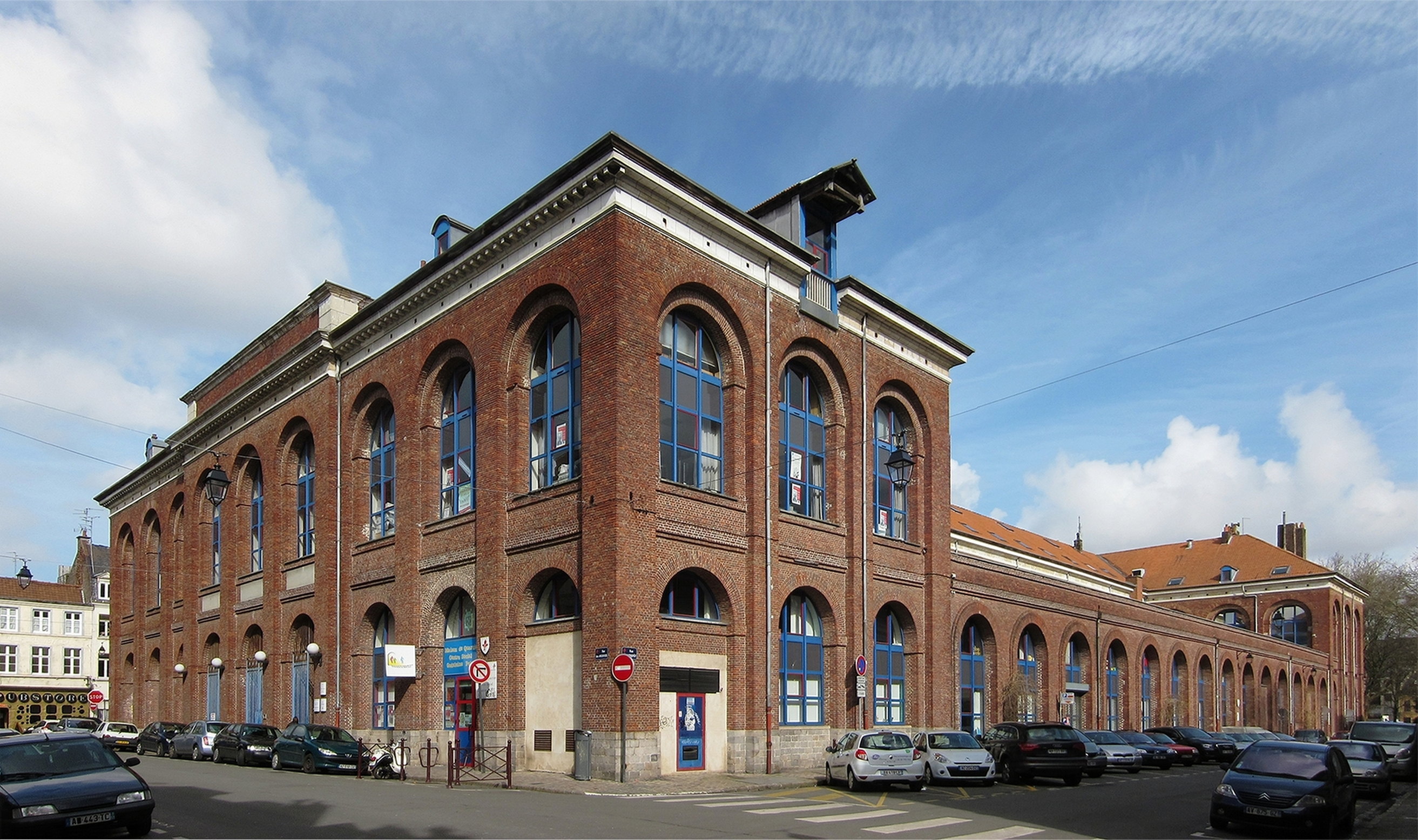
Halle aux sucres
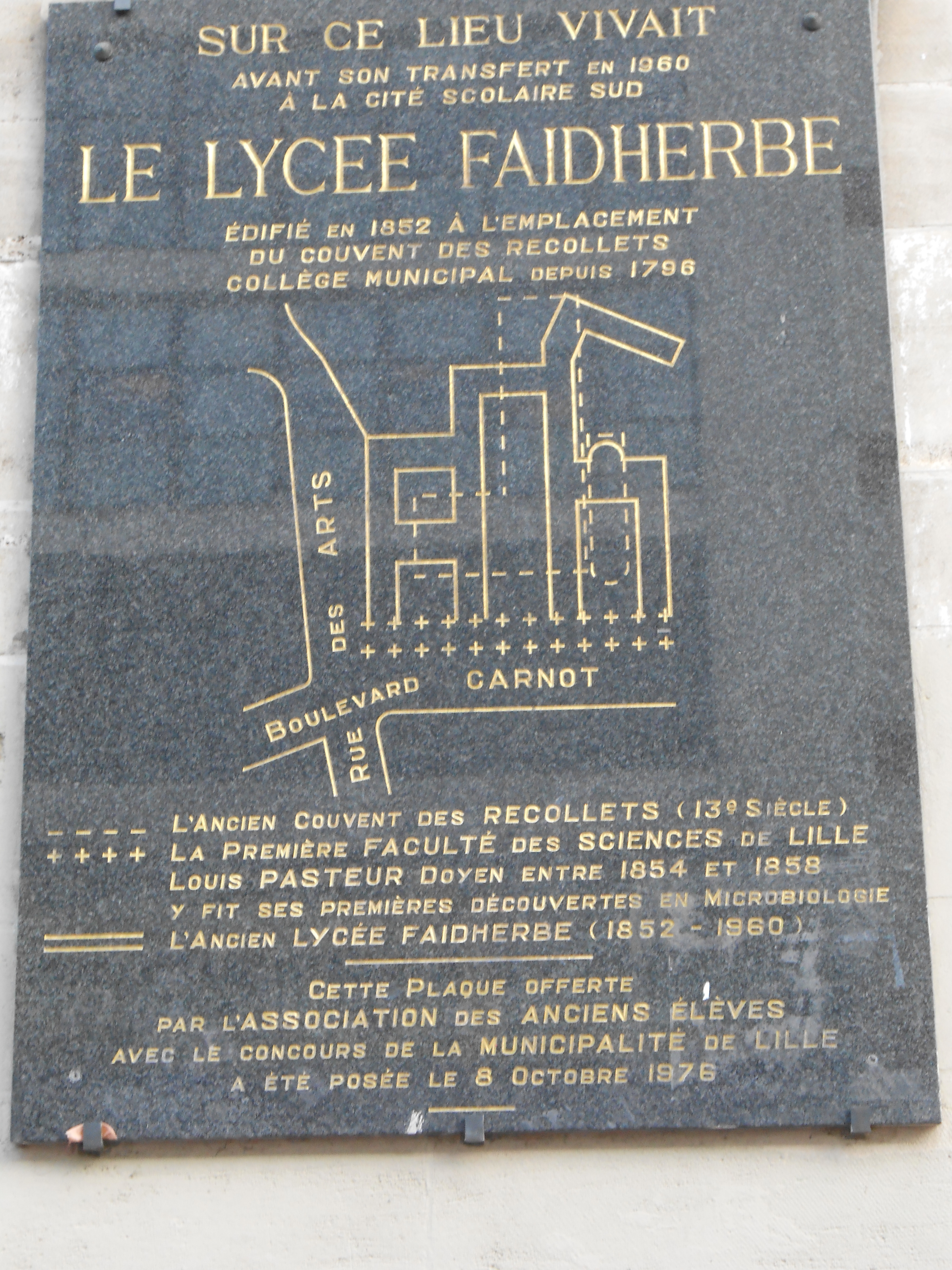
Plaque ancien lycée

## Collections
- Projet de décoration de chambre voir ici

## Hommage
La rue des Quinze-Pots dans le Vieux-Lille est renommée rue Benvignat en 1879 en son hommage.